# Euarche maculosa
Euarche maculosa är en ringmaskart som först beskrevs av Treadwell 1931.  Euarche maculosa ingår i släktet Euarche och familjen Acoetidae. Inga underarter finns listade i Catalogue of Life.